# بیناباج

بِیناباج روستایی ييلاقي در دهستان نیمبلوک بخش نیمبلوک شهرستان قائنات استان خراسان جنوبی ایران است. بر پایه سرشماری عمومی نفوس و مسکن در سال ۱۳۹۰ جمعیت این روستا ۳۷۰ نفر (در ۱۵۶ خانوار) بوده‌است.که دارای طبیعت دست نخورده بوده و همه روزه مورد توجه گردشگران بسیاری قرار می گیرد.این روستا به دلیل نداشتن قوانین مورد هجوم  گردشگران و دزدان قرار گرفته 